# Game Shakers
Game Shakers è una sitcom creata da Dan Schneider, trasmessa in prima visione negli Stati Uniti d'America su Nickelodeon e in Italia su TeenNick, MTV e Comedy Central.
In seguito alle dimissioni di Dan Schneider la serie è stata cancellata dal network Nickelodeon, e non continuata dopo la terza stagione. 
Come già accaduto in Victorious e Sam & Cat, in questa serie il finale è privo di un risvolto conclusivo.

## Trama
Babe e Kenzie sono due studentesse adolescenti di New York che si trovano a lavorare insieme ad un progetto di scienze per la scuola. Il progetto prevede la creazione di un videogioco, Sky Whale, il quale viene messo online e, contro ogni aspettativa, ottiene subito un enorme successo. Le due ragazzine, insieme all’amico Hudson, decidono quindi di fondare una società che crea videogiochi, la Game Shakers. 
Inavvertitamente però Babe e Kenzie inseriscono nel loro videogioco la canzone “Drop That What” del famoso rapper Double G senza averne il permesso. Per evitare una denuncia da parte di quest'ultimo si trovano costrette ad accettare come partner in affari il cantante e ad assumere come consulente il figlio, Triple G. 
La serie segue quindi le vicende dei componenti nella loro vita quotidiana e durante la realizzazione di nuovi videogiochi. In alcune puntate si hanno dei team-up con la serie Henry Danger. 

## Episodi
Negli Stati Uniti la serie è andata in onda in prima TV su Nickelodeon a partire dal 12 settembre 2015 al 21 maggio 2016 e la seconda dal 17 settembre 2016 al 4 novembre 2017.
In Italia la prima stagione ha debuttato il 15 febbraio 2016 su TeenNick, le successive due sono state trasmesse da Nickelodeon. Dal 22 maggio 2017 al 9 maggio 2018 è andata in onda la seconda stagione.
La terza stagione è uscita su Nickelodeon negli Stati Uniti dal 10 febbraio 2018 all'8 giugno 2019 mentre in Italia dal 18 giugno 2018 al 19 giugno 2019.
| Stagione         | Episodi | Prima TV originale | Prima TV Italia |
| ---------------- | ------- | ------------------ | --------------- |
| Prima stagione   | 21      | 2015-2016          | 2016            |
| Seconda stagione | 24      | 2016-2017          | 2017-2018       |
| Terza stagione   | 18      | 2018-2019          | 2018-2019       |

## Personaggi e interpreti

### Personaggi principali
- Kenzie Bell (stagioni 1-3), interpretata da Madisyn Shipman, doppiata da Giada Bonanomi
È una ragazza di 12 anni, ed è la leader della Game Shakers, nonché una delle fondatrici insieme alla sua migliore amica Babe, nella squadra è esperta del computer e della programmazione, è gentile ed estremamente intelligente, molto spesso litiga con Babe ma le due dimostrano di volersi bene nonostante tutto, infatti si confortano sempre l’una con l’altra. Nella seconda stagione finge di avere una cotta per Trip ma in realtà non prova niente per lui, non ricambiando i suoi sentimenti, ha avuto una donnola e successivamente un topo dal quale però si separa.
- Babe Carano (stagioni 1-3), interpretata da Cree Cicchino, doppiata Valentina Pallavicino
È una ragazza di 12 anni, una delle fondatrici della Game Shakers insieme alla sua migliore amica Kenzie, molto spesso le due litigano ma si vogliono molto bene. È molto  determinata e sicura di sé, molto spesso si dimostra aggressiva ma ha un buon cuore ed è molto sensibile, ha una cotta per un ragazzo del liceo, Mason Kendall, portando molto spesso la sua giacca a sua insaputa. Nella seconda stagione pensa che Trip abbia una cotta per lei ma poi quest’ultimo gli dimostra il contrario, dopo che Mason si trasferisce in Florida è distrutta ma poi riesce in qualche modo a superarla, innamorandosi di altri ragazzi in sua assenza, tra cui Blake, il leader di una band, e successivamente Henry, con cui sembra avere un flirt. Nella terza stagione si ritrova a scegliere tra tre ragazzi, Blake, Mason (che è ritornato in Florida scoprendosi innamorato di lei) ed Henry. Non si sa con chi si metterà insieme, ma si sospetta che abbia scelto di stare con Mason Kendall.
- Hudson Ghimble (stagioni 1-3), interpretato da Thomas Kuc, doppiato da Andrea Rotolo
È un ragazzo di 12 anni (13 nella seconda, 14-15 nella terza) amico e compagno di scuola di Babe e Kenzie. Simpatico e un po’ sbadato è il tester di tutte le invenzioni della Game Shakers. È svampito e si eccita anche per un misero laccio con cui giocare. Prende le cose troppo alla lettera ed è sempre felice
- Triple G "Trip"  (stagioni 1-3), interpretato da Benjamin Flores Jr., doppiato da Andrea Oldani
È un ragazzo di 12 anni (13 nella seconda, 14-15 nella terza) e il figlio di Double G. A causa della notorietà del padre vive una vita immersa nel lusso anche se tutto ciò che desidera è essere trattato come un figlio normale. Babe e Kenzie lo assumono come consulente presso la Game Shakers per non essere denunciate dal padre. Il suo vero nome è Grover George Griffin.
- Double "Dub" G (stagioni 1-3), interpretato da Kel Mitchell, doppiato da Matteo Zanotti
È un ricchissimo rapper di successo, padre di Triple G. È impulsivo, imprevedibile e vanitoso, determinato a collezionare sempre più soldi e ammiratori. Grazie a Babe e Kenzie, Double G riscopre il suo amore per i videogiochi e decide di diventare il principale investitore della Game Shakers. L'attore che lo interpreta ha partecipato ad un episodio di Sam e Cat, dove interpreta sempre un rapper famoso, Peezy B, e il suo assistente è sempre Bunny. Il suo vero nome è Gale  Griffin

### Personaggi ricorrenti
- Ruthless (stagioni 1-3), interpretato da Sheldon Bailey, doppiato da Vladimir Lucca
È un assistente di Double G. È molto alto, proprio come il tono della sua voce.
- Bunny (stagioni 1-3), interpretato da Bubba Ganter, doppiato da Marco Balzarotti
È un assistente di Double G. Il suo spirito è quello di un bambino un po' cresciuto che combina sempre guai. Ha partecipato anche ad un episodio di Sam e Cat dove è l'assistente di un famoso rapper, Peezy B (il cui personaggio è interpretato sempre dall'attore che fa Dub).
- Mr. Sammich (stagioni 1-3), interpretato da Regi Davis, doppiato da Diego Stipo
È l'insegnante di scienze di Babe, Kenzie e Hudson alla Sugar Hill Junior High School.
- Bobby Dong (stagioni 1-3), interpretato da Alexandre Chan, doppiato da Mario Shodeel
È un collaboratore tuttofare di Double G.
- Snoop Dogg (stagione 3), interpretato da Snoop Dogg, doppiato da Antonio Serra
È un rapper, terapeuta e arredatore di interni, per Double G è un consulente per lo stato del Colorado.
- Henry Hart (stagione 3), interpretato da Jace Norman, doppiato da Riccardo Suarez. È un ragazzo supereroe che nella stagione 3 va a New York a venire a trovare Babe

## Cancellazione
In seguito alle dimissioni del produttore della serie (Dan Schneider) la serie è stata cancellata dal network Nickelodeon, e non continuerà dopo la terza stagione. Come già accaduto in Victorious e Sam & Cat, in questa serie il finale è privo di un risvolto conclusivo.